# آدیل-یانگییورت
آدیل-یانگییورت (به لاتین: Adil-Yangiyurt) یک منطقهٔ مسکونی در روسیه است که در داغستان واقع شده‌است.